# Papanasam (Taluk)
Der Taluk Papanasam (Tamil: பாபநாசம் வட்டம்) ist ein Taluk (Subdistrikt) des Distrikts Thanjavur im indischen Bundesstaat Tamil Nadu. Hauptort ist die namensgebende Stadt Papanasam. Der Taluk Papanasam hat rund 270.000 Einwohner.

## Geografie
Der Taluk Papanasam liegt im Kaveri-Delta im Osten des Distrikts Thanjavur. Das Gebiet des Taluks wird im Norden vom Kollidam, dem nördlichsten Mündungsarm des Kaveri-Flusses, begrenzt und wird von mehreren in West-Ost-Richtung fließenden Mündungsarmen des Kaveri durchflossen. Von Norden nach Süden sind dies der Kaveri-Hauptarm, der Arasalar, der Tirumalarajanar, der Kudamurutti, der Vettar und der Vennar.
Der Taluk Papanasam grenzt im Osten an den Taluk Kumbakonam (Distrikt Thanjavur), im Südosten an die Taluks Valangaiman und Needamangalam (beide Distrikt Tiruvarur), im Süden und Westen an die Taluks Orathanadu, Thanjavur und Tiruvaiyaru (alle Distrikt Thanjavur) sowie im Norden an die Taluks Ariyalur und Udayarpalayam (beide Distrikt Ariyalur).

## Bevölkerung
Nach der Volkszählung 2011 hat der Taluk Papanasam 273.511 Einwohner. 77 Prozent der Bevölkerung lebt in ländlichen Gebieten und 23 Prozent in Städten. 81 Prozent der Einwohner des Taluks Papanasam sind Hindus, 14 Prozent sind Muslime und 4 Prozent Christen. Die Hauptsprache ist, wie in ganz Tamil Nadu, das Tamil, das nach der Volkszählung 2001 von 99 Prozent der Bevölkerung als Muttersprache gesprochen wird.

## Städte und Dörfer
Zum Taluk Papanasam gehören die folgenden Orte (in Klammern die Einwohnerzahlen nach der Volkszählung 2011):
Städte:
- Ammapettai (14.572)
- Ayyampettai (16.263)
- Chakkarapalli (6.227)
- Melattur (8.131)
- Papanasam (17.548)

Dörfer:
| - Adhanur (2.867) - Agaramangudi (2.531) - Alangudi (1.964) - Alavandipuram (2.014) - Annappanpettai (1.856) - Arulmolipet (1.355) - Arumanallur (566) - Arundavapuram I (2.603) - Arundavapuram II (3.539) - Athur Thottam (214) - Bhavaniyambalpuram (388) - Dalavaipalayam (1.988) - Deepambalpuram (687) - Devaryampettai (956) - Eachankudi (2.948) - Edaiyiruppu (1.420) - Edakkudi (625) - Edavakkudi (826) - Ganapathiagraharam I (1.955) - Ganapathiagraharam II (3.511) - Gopurajapuram (2.310) - Govindanallucheri (3.277) - Illuppakkorai (1.387) - Jambugambalpuram I (1.088) - Jambugambalpuram II (1.103) - Kabisthalam (6.630) | - Kalancheri (1.017) - Kambayanatham (2.536) - Kandhavanam (841) - Karumudukku Thattimal Padugai (0) - Karuppurpadugai (547) - Kathirinatham (988) - Kattukuruchi (700) - Kavalur (1.145) - Keelakoil Pathu (2.756) - Konthagai (575) - Koonancheri (1.372) - Kothangudi (1.081) - Kumilakudi (2.142) - Mahimalai (1.179) - Maruthuvakkudi (795) - Melakabisthalam (2.081) - Melakalakudi (996) - Melasemmangudi (1.000) - Milattur V sethi (2.472) - MilatturI V sethi (1.662) - Nadupadugai (200) - Nallavanniyankudikadu (2.079) - Narasimmapuram (1.185) - Neduvasal (1.656) - Neikunnam (1.376) - Neithalur (580) | - Nellithope (1.741) - Olaipadi (1.815) - Ombathuveli (1.838) - Palliyur (2.202) - Pandaravadai (8.420) - Pasupathikoil (9.025) - Perumakkanallur (702) - Perumalkoil (1.667) - Ponmeindanallur (600) - Poondi I (2.320) - Poondi II (1.272) - Porakkudi (1.039) - Pugalkulithapattu (11) - Pulavarnatham (1.913) - Pulimangalam (443) - Puliyakudi I (3.434) - Puliyakudi II (1.529) - Ragunathapuram (2.263) - Rajagiri (8.460) - Ramanujapuram (2.062) - Raramuthirakkottai (2.958) - Saliyamangalam (4.538) - Sarapojirajapuram (2.697) - Sarukkai (2.529) - Sathiyamangalam (3.438) - Senbugapuram (2.482) | - Serumakkanallur (2.468) - Soolamangalam I Sethi (1.859) - Sooliyakottai (Kambayanatham) (2.316) - Soraikkayur (870) - Thirubuvanam (1.744) - Thirukkarugavur (1.872) - Thirumandagudi (1.394) - Thiruvaigavur (4.952) - Thiruvaiyathukudi (1.598) - Thiyagasumuthiram (2.532) - Thurumbur (2.586) - Ukkadai (2.336) - Ullikkadai (3.227) - Umayalpuram (4.582) - Umbalapadi (4.490) - Utharamangalam (666) - Utharamangalam Kottam (8) - Vadakkumangudi (2.111) - Vadapathy (1.850) - Vaiyacheri (890) - Valathur (5.161) - Veeramangudi (3.287) - Vembukudi (1.195) - Vennugudithottam (185) - Viluthiyur (942) |

## Sehenswürdigkeiten

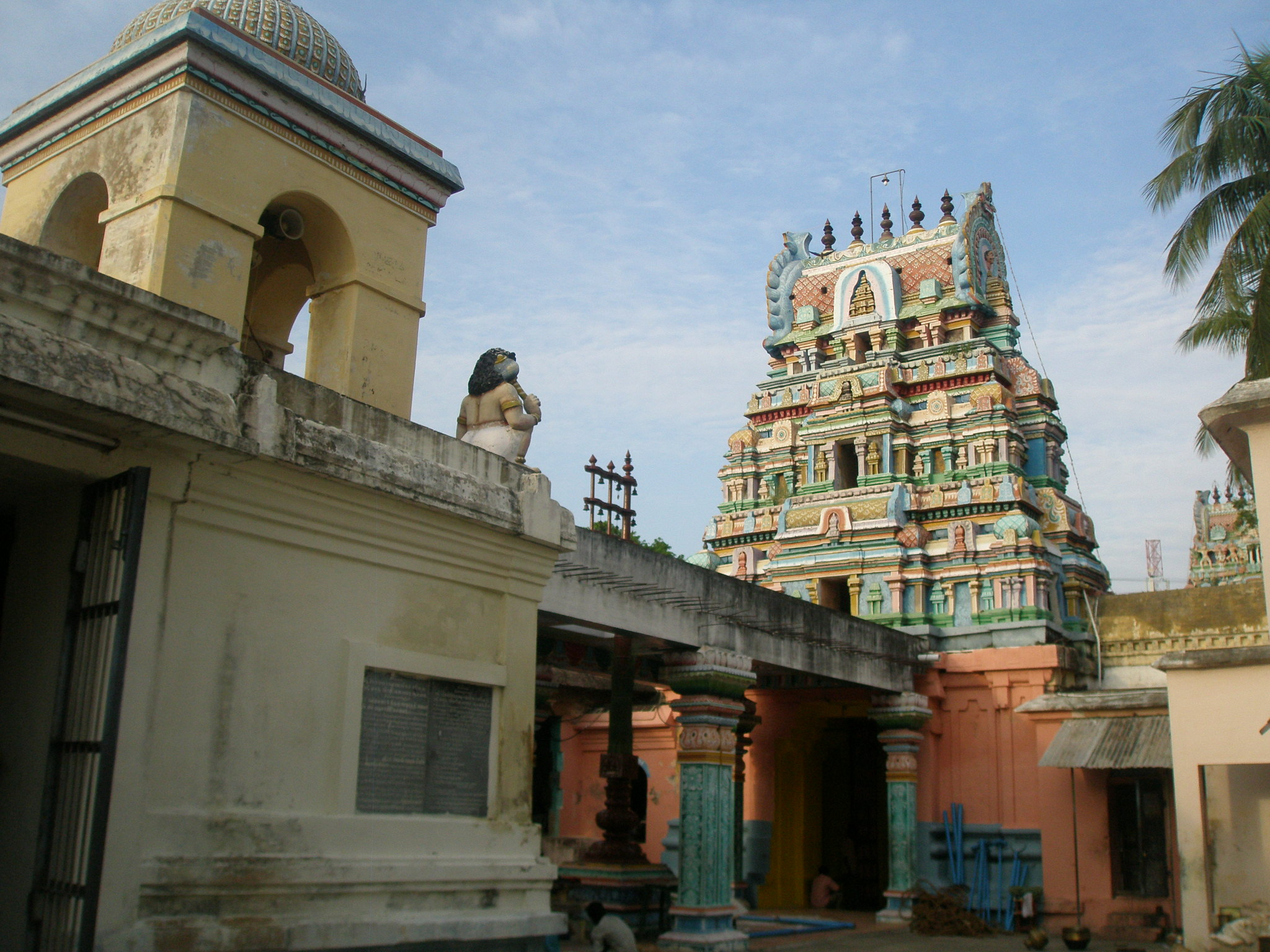
Der Tempel von Thirukkarugavur

Das Kaveri-Delta, zu dem der Taluk Papanasam gehört, ist eine kulturgeschichtlich reiche Region mit einer hohen Dichte an bedeutenden Hindutempeln. Im Gebiet des Taluks befinden sich sieben der 274 heiligen Orte des tamilischen Shivaismus (Padal Petra Sthalams). Dies sind die Shiva-Tempel von Vijayamangai, Thiruvaigavur, Vadakurangaduthurai, Pasupathikoil, Chakkarapalli, Thirukkarugavur und Papanasam.  Von den 108 Heiligtümern des tamilischen Vishnuismus (Divya Desams) liegen drei im Taluk Papanasam. Dies sind die Vishnu-Tempel von Vadakurangaduthurai, Kabisthalam und Adhanur.